# Ізабель Белцік
Ізабеля Моніка Белцик (пол. Izabela Monika Bełcik, нар. 29 листопада 1980, Мальборк) — польська волейболістка, єднальна клубу «Трефль» і збірної Польщі, дворазова чемпіонка Європи.

## Кар'єра
У волейболі з 1997 року. Виступала за команди ШМС (Сосновець), «Енергія-Геданя» (Гданськ), ПТПС «Нафта-Газ» (Піла) і «Мушинянка» (Мушина). Чотири рази вигравала чемпіонат Польщі у 2008, 2009, 2012 і 2013 роках.
Виступала за всі збірні Польщі: у 1997 році завоювала бронзову медаль на юнацькому чемпіонаті Європи, на чемпіонаті світу серед дівчат зайняла 7 місце зі збірної. У 2003 та 2005 роках на чемпіонатах Європи здобувала перемоги.

## Досягнення

### Клубні
- Чемпіонка Польщі серед дівчат 1999 року
- Чемпіонка Польщі: 2007/2008, 2008/2009, 2011/2012, 2012/2013
- Віце-чемпіонка Польщі: 2005/2006, 2009/2010, 2010/2011
- Бронзовий призер чемпіонату Польщі: 2004/2005, 2013/2014
- Володарка Кубка Польщі: 2014/2015
- Володарка Суперкубка Польщі 2009 року
- Фіналістка Кубка Європейської конфедерації волейбола: 2014/2015

### У збірній

#### Дорослі змагання
- Чемпіонка Європи 2003 і 2005 років
- Бронзовий призер чемпіонату Європи 2009 року
- 4 місце на чемпіонаті Європи 2007 року
- 6 місце у світовому Гран-прі 2007 року
- 8 місце на Кубку світу 2003 року
- Володарка Кубка П'ємонту 2009 року
- Срібний призер Європейських ігор 2015 року

#### Юніорскі змагання
- Бронзовий призер чемпіонату Європи 1997 року (Словаччина)
- Бронзовий призер європейського молодіжного турніру у Португалії
- 5 місце на молодіжнім чемпіонаті світу 1999 року
- 7 місце на юніорському чемпіонаті світу 1997 року

### Інші нагороди
- Кавалер Золотого хреста Заслуги (нагороджена 22 листопада 2005 року[2]).
- Краща єднальна по Версії журналу Super Volley: 2005, 2006, 2009

## Благодійна діяльність
У 2007 році Ізабела разом з подругами по збірній спеціально знялася для календаря на 2008 рік, кошти від продажі його екземплярів пішли на лікування Агати Мруз.